# Aşağıkopuz, Eleşkirt
Aşağıkopuz là một xã thuộc huyện Eleşkirt, tỉnh Ağrı, Thổ Nhĩ Kỳ. Dân số thời điểm năm 2011 là 323 người.